# Коэффициент интеллекта и глобальное неравенство
Коэффицие́нт интелле́кта и глоба́льное нера́венство (англ. IQ and Global Inequality) — книга Ричарда Линна и Тату Ванханена 2006 года. Является продолжением книги «Коэффициент интеллекта и богатство народов».
Книга развивает их предыдущую работу и расширяет её в шести направлениях:
- увеличено число наций с 81 до 113, у которых IQ был фактически измерен;
- для оценки IQ стран, для которых не проведено измерение интеллекта, рассчитан IQ по таким величинам соседних стран с культурно- и расово-близкими популяциями.(например, IQ Латвии оценен в 98, через измеренные IQ России (97) и IQ Эстонии (99))[1];
- в ответ на критику было, как утверждается авторами, показано, что между величинами измеренного и рассчитанного их методом IQ для 32 наций, имеется высокая надежность их простого метода (с коэффициентом корреляции 0,91);
- показана очень высокая надежность величин IQ как индикаторов национальных различий в когнитивных способностях;
- значительно расширены исследования между национальным IQ и разнообразными социальными феноменами;
- авторы приходят к выводу, что причина национальных различий в интеллекте лежит в расовом составе этих популяций. Таким образом, национальный IQ объясняет значительную часть вариаций между нациями по большому числу ключевых экономических и социальных феноменов. Книга способствует интеграции психологии с другими социальными науками.

## Критика
Специалисты критикуют как методологию, так и выводы этой книги.